# Hrabstwo Scott (Tennessee)
Hrabstwo Scott (ang. Scott County) – hrabstwo w stanie Tennessee w Stanach Zjednoczonych. Obszar całkowity hrabstwa obejmuje powierzchnię 533,22 mil² (1381,03 km²). Według szacunków United States Census Bureau w roku 2009 miało 21 866 mieszkańców.
Hrabstwo powstało w 1849 roku.
Hrabstwo należy do nielicznych hrabstw w Stanach Zjednoczonych należących do tzw. dry county, czyli hrabstw gdzie decyzją lokalnych władz obowiązuje całkowita prohibicja.

## Miasta
- Huntsville
- Oneida
- Winfield[6]

## CDP
- Elgin
- Helenwood
- Robbins[6]

| Populacja hrabstwa w poprzednich latach | Populacja hrabstwa w poprzednich latach |
| Rok                                     | Liczba ludności                         |
| --------------------------------------- | --------------------------------------- |
| 1980                                    | 19 268                                  |
| 1990                                    | 18 358                                  |
| 2000                                    | 21 127                                  |
| 2005                                    | 21 868                                  |